# Бургагчан
Бурга́гчан (также Бургахчан) — река в России, протекающая по Билибинскому району Чукотского автономного округа, левый приток Большого Анюя. Длина реки — 138 км, площадь водосборного бассейна — 2190 км².
Река стекает с северных склонов горы Скальной (1356 м) в малом хребте Хочан в пределах Олойского хребта в северо-восточной части Колымского нагорья, на высоте около 1000 м над уровнем моря. Течёт преимущественно на север и северо-восток по горной тундре. В среднем течении протекает между горных вершин Омчак (на севере) и Трёхгранная (на юге), русло расширяется до 55-65 м. На правом берегу — нежилое село Бургахчан. В низовьях течёт параллельно ещё одному притоку Большого Анюя, реке Алучин. Правый берег сильно заболочен, образует общую пойму с Алучином; левый берег высокий. Для реки характерны многочисленные протоки, шиверы и осерёдки. Впадает в Большой Анюй по левому берегу на отметке 216 м над уровнем моря в 432 км от его устья, ниже впадения реки Алучина. Ширина в низовьях — 75 м при глубине 1 м; скорость течения перед устьем составляет 1,5 м/с. 
Основной приток — река Хивавчан длиной 41 км (левый).

## Данные водного реестра
По данным государственного водного реестра России и геоинформационной системы водохозяйственного районирования территории РФ, подготовленной Федеральным агентством водных ресурсов:
- Бассейновый округ — Анадыро-Колымский
- Речной бассейн — Колыма
- Речной подбассейн — Анюй
- Водохозяйственный участок — Анюй, включая реки Большой и Малый Анюй
- Код водного объекта — 19010300112119000062872